# Anomala monochroa
Anomala monochroa är en skalbaggsart som beskrevs av Bates 1891. Anomala monochroa ingår i släktet Anomala och familjen Rutelidae. Inga underarter finns listade i Catalogue of Life.